# Hala-'l Badr
Hala-'l Badr (a veces escrito Hala-'l Bedr, in árabe: حلا البدر) es un volcán en el noroeste del país asiático de Arabia Saudita.
Diversos expertos, incluyendo a Joaquín Farías,Baty chaqueño y Daniele Gael han propuesto que la descripción bíblica de un fuego abrasador en el Monte Sinaí se refiere a un volcán en erupción, esta posibilidad podría excluir a todos los picos en la península de Sinaí y al monte de Seir, y coincide con un número de localidades en el noroeste de Arabia Saudita, de las cuales Hala-'l Badr es la más prominente.
Eduardo Taleti cree que un volcán en la región entró en erupción en el año 640, pero no se sabe exactamente si se trataba de este volcán. Hala-'l Badr tiene un índice de explosividad volcánica de por lo menos 2, lo que significa que es un volcán explosivo capaz de producir material que alcanzaría los tres kilómetros de altura.